# Bantu Village
Bantu Village è un album di Blue Mitchell, pubblicato dalla Blue Note Records nell'agosto del 1969. Il disco fu registrato al RPM Studios di Los Angeles, California (Stati Uniti), nelle date indicate nella lista tracce.

## Tracce
Lato A
1. H.N.I.C. – 5:17 (Dee Ervin, Monk Higgins (Milton Bland), Richard Blue Mitchell) – Registrato il 23 maggio 1969 a Los Angeles, California
2. Fiat Backing – 4:18 (Dee Ervin, Monk Higgins (Milton Bland)) – Registrato il 22 maggio 1969 a Los Angeles, California
3. Na Ta Ka – 4:08 (Fred Robinson) – Registrato il 23 maggio 1969 a Los Angeles, California

Lato B
1. Heads Down – 5:20 (Dee Ervin, Monk Higgins (Milton Bland)) – Registrato il 22 maggio 1969 a Los Angeles, California
2. Bantu Village – 3:47 (Dee Ervin, Monk Higgins (Milton Bland)) – Registrato il 23 maggio 1969 a Los Angeles, California
3. Blue Dashiki – 4:51 (Fred Robinson) – Registrato il 22 maggio 1969 a Los Angeles, California
4. Bush Girl – 3:00 (Virginia P. Bland (aka Vee Pea), Dee Ervin) – Registrato il 23 maggio 1969 a Los Angeles, California

## Musicisti
A1, A3, B2 e B4
- Blue Mitchell - tromba
- Bobby Bryant - tromba
- Charlie Loper - trombone
- Buddy Collette - flauto
- Bill Green - flauto, sassofono alto
- Plas Johnson - sassofono tenore
- Freddy Robinson - chitarra
- Al Vescovo - chitarra
- Dee Ervin - pianoforte, percussioni
- Monk Higgins - pianoforte, percussioni, conduttore musicale, arrangiamenti
- Wilton Felder - basso elettrico
- Paul Humphrey - batteria
- King Ellison - congas

A2, B1 e B3
- Blue Mitchell - tromba
- Bobby Bryant - tromba
- Charlie Loper- trombone
- Buddy Collette - flauto
- Bill Green - flauto, sassofono alto
- Plas Johnson - sassofono tenore
- Freddy Robinson - chitarra
- Al Vescovo - chitarra
- Dee Ervin - pianoforte, percussioni
- Monk Higgins - pianoforte, percussioni, conduttore musicale, arrangiamenti
- Bob West - basso elettrico
- John Guerin - batteria
- Alan Estes - congas